# Жеи д'Арзак
Жеи д'Арзак (фр. Géus-d'Arzacq) насеље је и општина у југозападној Француској у региону Аквитанија, у департману Атлантски Пиринеји која припада префектури По.
По подацима из 2011. године у општини је живело 189 становника, а густина насељености је износила 45,87 становника/km². Општина се простире на површини од 4,12 km². Налази се на средњој надморској висини од 135 метара (максималној 138 m, а минималној 96 m).

## Демографија
| 1962. | 1968. | 1975. | 1982. | 1990. | 1999. | 2011. |
| ----- | ----- | ----- | ----- | ----- | ----- | ----- |
| 116   | 125   | 127   | 120   | 128   | 123   | 189   |

График промене броја становника у току последњих година